# Akuma no Uta
Akuma no Uta (dansk: Djævlens Sang) er det femte studiealbum af det japanske eksperimentelle band Boris. Albummet blev udgivet den 6. juni 2003, og blev senere genudgivet i 2005 med et ny albumcover og mere musik.

## Spor
| Akuma no Uta      | Akuma no Uta                        | Akuma no Uta    | Akuma no Uta | Akuma no Uta | Akuma no Uta | Akuma no Uta | Akuma no Uta | Akuma no Uta | Akuma no Uta |
| #                 | Titel                               | Længde          |              |              |              |              |              |              |              |
| ----------------- | ----------------------------------- | --------------- | ------------ | ------------ | ------------ | ------------ | ------------ | ------------ | ------------ |
| 1.                | "イントロ" (Intro)                  | CD:2:35 LP:9:44 |              |              |              |              |              |              |              |
| 2.                | "Ibitsu"                            | 3:20            |              |              |              |              |              |              |              |
| 3.                | "フリー" (Furi)                     | 3:20            |              |              |              |              |              |              |              |
| 4.                | "無き曲" (Naki Kyoku)               | 12:14           |              |              |              |              |              |              |              |
| 5.                | "あの女の音量" (Ano Onna no Onryou) | 6:29            |              |              |              |              |              |              |              |
| 6.                | "あくまのうた" (Akuma no Uta)       | 4:01            |              |              |              |              |              |              |              |
| CD:31:59 LP:39:00 |                                     |                 |              |              |              |              |              |              |              |

## Musikere
- Atsuo - sang, trommer
- Takeshi - sang, guitar, basguitar
- Wata - guitar